# 1989-es magyar tekebajnokság
Az 1989-es magyar tekebajnokság az ötvenegyedik magyar bajnokság volt. A bajnokságot május 6. és 7. között rendezték meg Budapesten, a BKV Előre pályáján.

## Eredmények
| Versenyszám  | Arany                                    | Arany | Ezüst                                                     | Ezüst | Bronz                                                         | Bronz |
| ------------ | ---------------------------------------- | ----- | --------------------------------------------------------- | ----- | ------------------------------------------------------------- | ----- |
| Férfi egyéni | Csányi Béla Ferencvárosi TC              | 1887  | Nagy László Sabaria SE                                    | 1844  | Németh Lajos egyesületen kívüli                               | 1834  |
| Férfi páros  | Mészáros József, Madák Pál BKV Előre     | 1858  | Nagy László, Makkai Miklós Sabaria SE                     | 1855  | Hergéth János, Friss Ernő Ceglédi Közgép, Herendi Porcelán SK | 1782  |
| Női egyéni   | Szőke Zsuzsanna BKV Előre                | 884   | Vecseri Erika Szegedi Építők                              | 883   | Deli Edit Zalaegerszegi TE                                    | 860   |
| Női páros    | Szőke Zsuzsanna, Drajkó Imréné BKV Előre | 862   | Vecseri Erika, Máté Ibolya Szegedi Építők, Debreceni MVSC | 855   | Deli Edit, Horváth Károlyné Zalaegerszegi TE                  | 848   |